# House of Saddam
House of Saddam (France) ou La Maison Saddam (Belgique) ou La Maison de Saddam (Québec) (House of Saddam) est une mini-série britannique et américaine en quatre épisodes de 52 minutes, créée par Alex Holmes, Stephen Butchard et Sally El Hosaini et diffusée entre le 30 juillet et le 20 août 2008 sur BBC Two, les 7 et 14 décembre 2008 sur HBO aux États-Unis, et en simultané sur HBO Canada.
En France, la mini-série a été diffusée à partir du 7 janvier 2009 sur Orange Cinémax, et du 23 juin 2010 sur NRJ 12, en Belgique sur la chaîne belge Be TV, et au Québec les 29 mars et 5 avril 2009 à Super Écran.

## Synopsis
Cette mini-série retrace la période où Saddam Hussein était au pouvoir, ainsi que ses proches. Elle se déroule de sa prise du pouvoir jusqu'à sa mort. 

## Distribution

### Acteurs principaux
- Yigal Naor (VF : Féodor Atkine) : Saddam Hussein
- Shohreh Aghdashloo (VF : Annie Balestra) : Sadjida Talfah, l'épouse de Saddam
- Philip Arditti (en) (VF : Emmanuel Karsen) : Oudaï Hussein, le fils aîné de Saddam
- Saïd Amadis (VF : lui-même) : Adnan Khairallah, le cousin et beau-frère de Saddam
- Simon Abkarian (VF : Boris Rehlinger) : Oais, le dernier fidèle de Saddam
- Amr Waked (VF : Serge Faliu) : Hussein Kamel al-Majid, le gendre de Saddam
- Makram Khoury (VF : Marc Cassot) : Tarek Aziz
- Saïd Taghmaoui (VF : Damien Boisseau) : Barzan Al-Tikriti, le demi-frère de Saddam

### Acteurs récurrents ou invités
- Mounir Margoum (VF : lui-même) : Qoussaï Hussein
- Agni Scott (VF : Barbara Delsol) : Raghad Hussein
- Shivani Ghai : Rana Hussein
- Amber Rose Revah (VF : Bénédicte Bosc) : Hala Hussein
- Christine Stephen-Daly (VF : Anne Dolan) : Samira Shahbandar
- Uri Gavriel (VF : Bernard-Pierre Donnadieu) : Ali Hassan al-Majid
- Daniel Lundh (VF : Pascal Nowak) : Saddam Kamel
- Akbar Kurtha (VF : John Kokou) : Kamel Hana Gegeo
- Jihed Mejrissi : Mohammad Barzan Al-Tikriti
- Waleed Zuaiter : Adnan Hamdani
- Jacqueline King : April Glaspie, ambassadrice des États-Unis en Irak

 Source et légende : version française (VF) sur RS Doublage

## Production

### Tournage
Cette série a été tournée en Tunisie et on y retrouve des scènes dans des principales villes tunisiennes (Par exemple, la ville de Tozeur).

## Épisodes
- Part I
- Part II
- Part III
- Part IV

## Accueil

### Critiques
Le journal The Independent a qualifié le drame de "Les Soprano avec des missiles Scud", ajoutant qu'il s'agissait d'un bon divertissement, mais qu'il semblait occulter le soutien américain et britannique au début du régime de Saddam. Nancy Banks Smith de The Guardian l'a également comparée à Les Sopranos ("sans les blagues") et l'a jugée "comme une tentative extraordinairement ambitieuse et elle réussit très bien". Tim Teeman dans The Times l'a décrite comme "convaincante et glaçante ... C'était du savon (le sentiment de Dallas était exacerbé à la fin des années 1970 et au début des années 1980. glamour gluante: jetez un coup d'œil à l'ascenseur en verre de Saddam), c'était effronté et c'était terrifiant. Serena Davis du Daily Telegraph s'est opposée à un dialogue révélateur expliquant les événements politiques, mais a été impressionnée par le fait que "la version imposante du dictateur de Naor le considérait à la fois comme un intrigant de la famille et un géant politique".

### Audiences

#### Au Royaume-Uni
- Part I (BBC Two 2008-07-30): 2.7 million de téléspectateurs (59 % audience)
- Part II (BBC Two 2008-08-06): 2.3 million de téléspectateurs (11 % audience)
- Part III (BBC Two 2008-08-13): 1.8 million de téléspectateurs (8 % audience)
- Part IV (BBC Two 2008-08-20): 1.5 million de téléspectateurs (6 % audience)

| Saison | Nombre d’épisodes | Diffusion originale | Diffusion originale | Diffusion originale | Diffusion originale            |
| Saison | Nombre d’épisodes | Années              | Début de saison     | Fin de saison       | Audience moyenne (en millions) |
| ------ | ----------------- | ------------------- | ------------------- | ------------------- | ------------------------------ |
| 1      | 4                 | 2008                | 30 juillet 2008     | 20 août 2008        | 2,07                           |

#### Aux États-Unis
House of Saddam a attiré environ 1,1 million de téléspectateurs à ses débuts.

## Distinctions

### Récompenses
- 61e cérémonie des Primetime Emmy Awards :
  - Meilleure actrice dans un second rôle dans une mini-série ou un téléfilm pour Shohreh Aghdashloo

### Nominations
- 61e cérémonie des Primetime Emmy Awards :
  - Meilleur casting dans une mini-série ou un téléfilm
  - Meilleur costume dans une mini-série ou un téléfilm
  - Meilleure coiffure dans une mini-série ou un téléfilm